# Ana Porfirogéneta
Ana Porfirogéneta (en ruso: Анна Византийская;  Constantinopla, 13 de marzo de 963-1011) fue una princesa bizantina, consorte del gran príncipe de Kiev Vladímir I.
Ana era la hija del emperador bizantino Romano II y de la emperatriz Teófano Anastaso y hermana de los emperadores Basilio II Bulgaróctono («asesino de búlgaros») y Constantino VIII. Ana fue una porfirogéneta (que quiere decir «nacido/a en la púrpura»), hija legítima nacida en la cámara púrpura especial del palacio de Bucoleón de los emperadores bizantinos. Se consideraba que la mano de Ana era de tal valor que Vladímir se convirtió al cristianismo solo para casarse con ella.
Ana, que contaba con solo quince años, no quería casarse con Vladímir y expresó una profunda angustia camino a su boda. Al unirse con el gran príncipe Vladímir, Ana se convirtió en «gran princesa de Kiev», pero en la práctica era referida como «Czarina», probablemente como signo de su pertenencia a la casa imperial bizantina. Ana participó activamente en la cristianización de la Rus de Kiev: actuó como consejera religiosa de Vladímir y fundó varios conventos e iglesias por su cuenta. No se sabe si fue madre biológica de alguno de los hijos de Vladímir, aunque algunos académicos han señalado que Ana y Vladímir pudieron tener al menos tres hijos, entre ellos Borís y Gleb.